# Valderiès
Valderiès – miejscowość i gmina we Francji, w regionie Oksytania, w departamencie Tarn.
Według danych na rok 1990 gminę zamieszkiwało 735 osób, a gęstość zaludnienia wynosiła 36 osób/km² (wśród 3020 gmin regionu Midi-Pireneje Valderiès plasuje się na 449. miejscu pod względem liczby ludności, natomiast pod względem powierzchni na miejscu 544.).